# Steifigkeit
Die Steifigkeit ist eine Größe der  Technischen Mechanik. Sie beschreibt den Widerstand eines  Körpers gegen eine durch äußere Belastung (eine Kraft oder ein  Drehmoment) bewirkte  elastische Verformung und dessen Verformung. Der Kehrwert der Steifigkeit wird als Nachgiebigkeit bezeichnet.
Zu unterscheiden ist 
- die Steifigkeit eines Materials, die an einem standardisierten Prüfkörper gemessen wird  → siehe Werkstoffsteifigkeit  und
- die Steifigkeit eines  Bauteils, die neben dem verwendeten Werkstoff vornehmlich auch von der Geometrie des betrachteten Objekts sowie der Art der Beanspruchung abhängt  → siehe Profilsteifigkeit und → sonstige Bauteilsteifigkeiten.

Je nach Art der Beanspruchung werden weiterhin die  Dehn-, Schub-, Biege- und Torsionssteifigkeit unterschieden, nach Art des Bauteils u. a. die Platten- und die  Federsteifigkeit. 
Die Steifigkeit eines Bauteils kann durch eine Versteifung erhöht werden, beispielsweise durch Modifikation des Werkstoffs, Verbundwerkstoffe und -konstruktionen sowie konstruktive bzw. strukturelle Verstärkungen wie Streben oder andere aussteifende Elemente.

## Werkstoffsteifigkeit
Die Werkstoffsteifigkeit, definiert als Verhältnis der wirkenden  Spannung zur zugehörigen Dehnung, ist eine werkstoffmechanische Eigenschaft. Sie dient mit ihren Kennwerten auch der Charakterisierung der Werkstoffe, speziell auch mittels der  spezifischen Steifigkeit, und wird in der Werkstoffprüfung ermittelt. Die Werkstoffsteifigkeit zeigt sich im Spannungs-Dehnungs-Diagramm als Steigung der Spannungs-Dehnungs-Kurve. Die mathematische Darstellung der Werkstoffsteifigkeit wird als mechanisches Materialmodell oder Stoffgesetz bezeichnet.
Typische Kennwerte der Werkstoffsteifigkeit sind der  Elastizitäts- und der Schubmodul {\displaystyle E} bzw. {\displaystyle G} mit der Dimension Kraft pro Flächeneinheit wie auch die dimensionslose Poissonzahl {\displaystyle \nu }. In der Kontinuumsmechanik des isotropen linearelastischen Körpers werden häufig auch die beiden Lamé-Konstanten {\displaystyle \lambda } und {\displaystyle \mu } als Steifigkeitskennwerte verwendet. Die vollständige  elastizitätstheoretische Beschreibung der Steifigkeit erfordert bei  isotropem Werkstoffverhalten zwei, bei Monotropie fünf, bei Orthotropie neun und bei allgemeiner Anisotropie 21 voneinander unabhängige Kennwerte. Diese können in  Matrizenform bzw. als  Steifigkeitstensor dargestellt werden, wie dies bei numerischen Berechnungen wie der Finite-Elemente-Methode (FEM) der Fall ist. Bei  linearer Elastizität sind diese Kenngrößen Konstanten. Bei nichtlinearem Verhalten sind sie Funktionen der Spannung bzw. der Dehnung. Bei  viskoelastischem Verhalten sind die Steifigkeitskennwerte zeitabhängig, wie z. B. der Kriechmodul. Die Werkstoffsteifigkeit hängt bei praktisch allen  Konstruktionsmaterialien mehr oder weniger stark von den Einsatzbedingungen ab, vor allem von der Temperatur, und teilweise, wie bei gewissen Kunststoffen, auch von der Feuchtigkeit.
Bei inhomogenen Strukturen ist die Werkstoffsteifigkeit im Querschnitt ungleich verteilt. Für die  Bauteilberechnung werden aber häufig Mittelwerte oder integrale Ersatzgrößen gebildet. Diese hängen von den beteiligten Werkstoffen, deren Verteilung über den Querschnitt und von der Beanspruchungsart ab.
Die Werkstoffsteifigkeit ist mit der Dichte {\displaystyle \rho } mitbestimmend für die Schallgeschwindigkeit {\displaystyle c_{\text{s}}}, mit der sich  Wellen in  Festkörpern ausbreiten. Für die Longitudinalwelle im elastischen Stab mit dem Elastizitätsmodul {\displaystyle E} z. B. gilt {\displaystyle c_{\text{s,L}}={\sqrt {E/\rho }}}.

## Profilsteifigkeit
Die Steifigkeit der einzelnen Bauteilquerschnitte unterscheidet sich nach den vier  Beanspruchungsarten  Zug bzw.  Druck,  Schub,  Biegung und  Torsion. Sie ist bestimmt durch die örtliche Querschnittsgeometrie und die lokale Werkstoffsteifigkeit bzw. deren Verteilung über den Querschnitt. In den meisten Fällen ist die Werkstoffsteifigkeit über der ganzen Querschnittsfläche konstant. Eine inhomogen-diskrete Verteilung der Werkstoffsteifigkeit liegt z. B. bei  Laminaten oder  Sandwichstrukturen vor. Bei  Integral- oder Strukturschaumstoffen ist die Steifigkeitsverteilung im Querschnitt inhomogen-kontinuierlich, so dass die resultierende Steifigkeit durch eine  Integralfunktion beschrieben werden kann. Diese beanspruchungsspezifischen Querschnittsteifigkeiten sind erforderlich für analytische Berechnungen.

### Dehnsteifigkeit

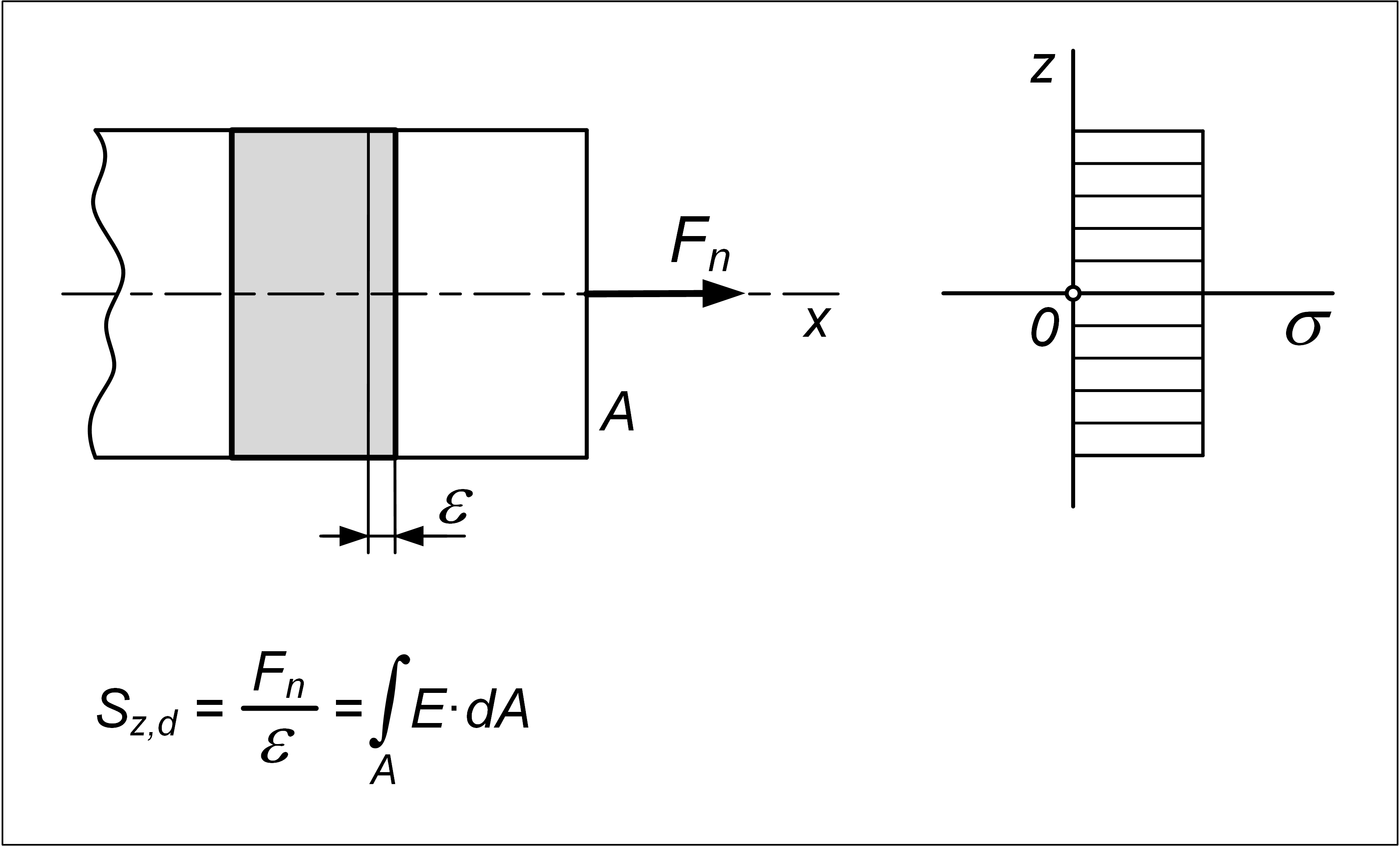
Dehnsteifigkeit

Die Dehnsteifigkeit {\displaystyle S_{z,d}}, auch Zug/Druck-Steifigkeit genannt, beschreibt den Widerstand eines einachsig auf Zug oder Druck beanspruchten Bauteils im Querschnitt {\displaystyle A} gegen eine Längsverformung. Sie ist definiert als Verhältnis der beanspruchenden Normalkraft {\displaystyle F_{n}} zur von ihr hervorgerufenen Dehnung {\displaystyle \varepsilon }. Sie hat die Dimension einer Kraft und wird in der Regel in {\displaystyle N} oder {\displaystyle kN} angegeben:
{\displaystyle S_{z,d}={\frac {F_{n}}{\varepsilon }}.}
Je nach Verteilung der Werkstoffsteifigkeit über den Querschnitt gelten folgende Beziehungen:
- Homogene Querschnitte mit {\displaystyle E={\text{konst.}}}:

{\displaystyle S_{z,d}=E\cdot A.}
- Kontinuierliche Verteilung des ortsabhängigen Elastizitätsmoduls {\displaystyle E} über die eben bleibende Querschnittsfläche {\displaystyle A}:

{\displaystyle S_{z,d}=\int _{A}E\cdot \mathrm {d} A.}
- Diskrete Verteilung des Elastizit$tsmoduls {\displaystyle E} über die Querschnittsfläche {\displaystyle A} mit {\displaystyle n} Schichten bzw. Bereichen {\displaystyle A_{i}} und je unterschiedlichen, aber konstanten Elastizitätsmoduln {\displaystyle E_{i}}:

{\displaystyle S_{z,d}=\sum _{i=1}^{n}\ E_{i}\cdot A_{i}.}

### Schubsteifigkeit

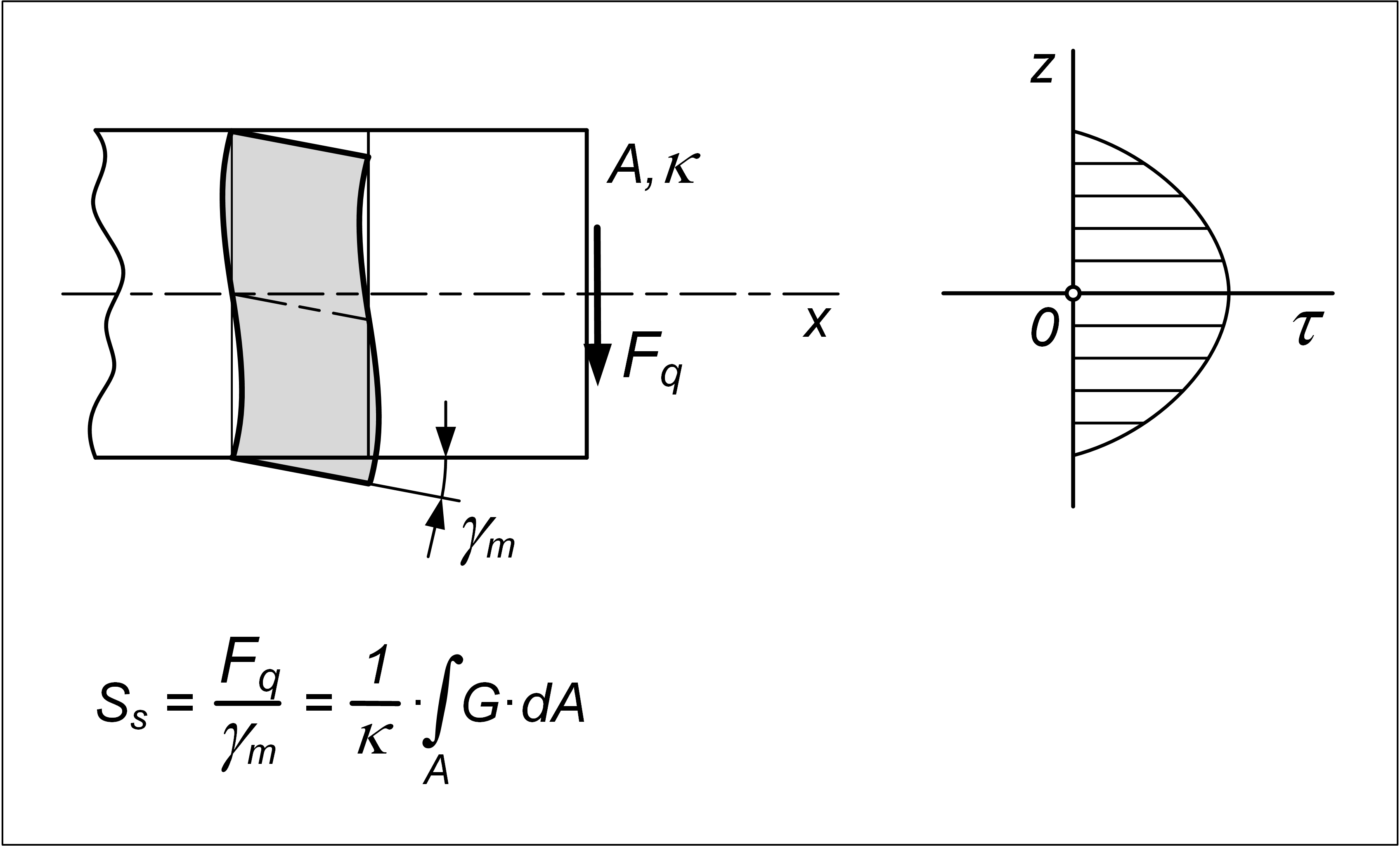
Schubsteifigkeit

Die Schubsteifigkeit {\displaystyle S_{s}} ist der Widerstand eines auf Schub beanspruchten Bauteils im Querschnitt {\displaystyle A} gegen eine Schubverformung. Sie ist bei Balken unter  Querkraftbiegung relevant. Die Schubsteifigkeit ist definiert als Verhältnis der beanspruchenden Querkraft {\displaystyle F_{q}} zum von ihr hervorgerufenen, über den verwölbten Querschnitt gemittelten  Schubwinkel {\displaystyle \gamma _{m}}. Sie hat die Dimension einer Kraft und wird in der Regel in {\displaystyle N} oder {\displaystyle kN} angegeben:
{\displaystyle S_{s}={\frac {F_{q}}{\gamma _{m}}}.}
Je nach Verteilung der Werkstoffsteifigkeit über den Querschnitt gelten folgende Beziehungen:
- Homogene Querschnitte mit {\displaystyle G={\text{konst.}}}:

{\displaystyle S_{s}={\frac {1}{\kappa }}\cdot G\cdot A=G\cdot A_{s}.}
Hierin sind {\displaystyle \kappa } der  Schubkoeffizient und {\displaystyle A_{s}} die sog. Schubfläche. Der Schubkoeffizient berücksichtigt den Einfluss der Querschnittsgeometrie auf die Schubverformung und die Schubsteifigkeit. Er ist analytisch ableitbar und kann für gegebene Querschnittsformen berechnet werden.
- Kontinuierliche Verteilung des ortsabhängigen Schubmoduls {\displaystyle G} über die sich verwölbende Querschnittsfläche {\displaystyle A}:

{\displaystyle S_{s}={\frac {1}{\kappa }}\cdot \int _{A}G\cdot \mathrm {d} A.}
- Diskrete Verteilung des Schubmoduls {\displaystyle G} über die Querschnittsfläche {\displaystyle A} mit {\displaystyle n} zur Querkraft senkrechten Schichten {\displaystyle A_{i}} und je unterschiedlichen, aber konstanten Schubmoduln {\displaystyle G_{i}}:

{\displaystyle S_{s}={\frac {1}{\kappa }}\cdot \sum _{i=1}^{n}\ G_{i}\cdot A_{i}.}
Bei inhomogenen Querschnittsstrukturen bezieht sich der Schubkoeffizient {\displaystyle \kappa } auf den Gesamtquerschnitt.

### Biegesteifigkeit

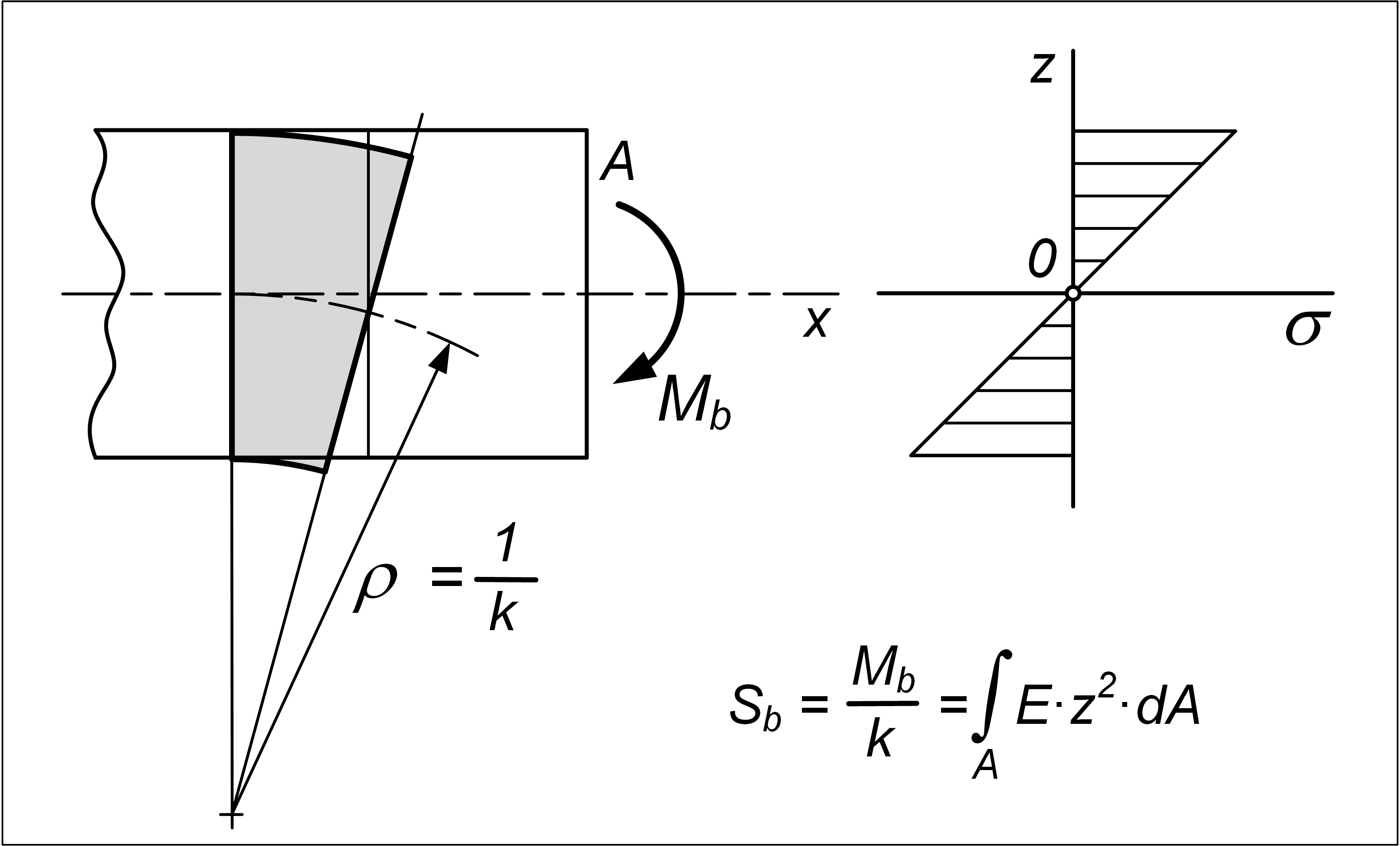
Biegesteifigkeit

Die Biegesteifigkeit {\displaystyle S_{b}} kennzeichnet den Widerstand eines auf  Biegung beanspruchten Bauteils im eben bleibenden Querschnitt {\displaystyle A} gegen eine Krümmung um die Biegeachse. Sie ist bestimmt durch das Verhältnis des beanspruchenden  Biegemoments {\displaystyle M_{b}} zur von ihm hervorgerufenen Krümmung {\displaystyle k=1/\rho } mit {\displaystyle \rho } als lokalem Krümmungsradius:
{\displaystyle S_{b}={\frac {M_{b}}{k}}=M_{b}\cdot \rho .}
Die Biegesteifigkeit hat die Dimension Kraft mal Fläche und wird üblicherweise in {\displaystyle \mathrm {N\cdot mm^{2}} } oder {\displaystyle \mathrm {kN\cdot m^{2}} .} angegeben.
Je nach Verteilung der Werkstoffsteifigkeit über den Querschnitt gelten folgende Beziehungen:
- Homogene Querschnitte mit {\displaystyle E={\text{konst.}}} und {\displaystyle I_{y}} als axialem Flächenträgheitsmoment des Querschnitts bezüglich der Biegeachse {\displaystyle y}:

{\displaystyle S_{b}=E\cdot I_{y}.}
- Kontinuierliche Verteilung des ortsabhängigen Elastizitätsmoduls {\displaystyle E} über die eben bleibende Querschnittsfläche {\displaystyle A}:

{\displaystyle S_{b}=\int _{A}E\cdot z^{2}\cdot \mathrm {d} A.}
- Diskrete Verteilung des Elastizitätsmoduls {\displaystyle E} über {\displaystyle n} Schichten bzw. Bereiche mit den je unterschiedlichen, aber konstanten Elastizitätsmoduln {\displaystyle E_{i}} und den Teil-Flächenträgheitsmomenten {\displaystyle I_{y,i}} bezüglich der gemeinsamen Biegeachse {\displaystyle y}:

{\displaystyle S_{b}=\sum _{i=1}^{n}\ E_{i}\cdot I_{y,i}.}

#### Biegesteifigkeit bei breiten Querschnitten
Mit wachsender Breite der Querschnittsfläche wird die Querkontraktion in dieser Richtung zunehmend behindert, was die Biegesteifigkeit erhöht. Bei gänzlicher Verhinderung der Querkontraktion führt dies mit der Poissonzahl {\displaystyle \mu } zur Beziehung
{\displaystyle S'_{b}={\frac {S_{b}}{1-\mu ^{2}}}.}
Im Extremfall der Inkompressibilität mit {\displaystyle \mu =0{,}5} ergibt dies eine Steifigkeitszunahme um den Faktor 4/3, d. h. 33 %.

#### Plattensteifigkeit
Die Biegesteifigkeit ebener  Flächentragwerke von vergleichsweise geringer Dicke {\displaystyle h}, sog.  Platten, entspricht im Wesentlichen der Biegesteifigkeit bei breiten Querschnitten, jedoch bezogen auf die Einheit der Breite {\displaystyle b}. Somit ist die Plattensteifigkeit bei Rechteckquerschnitt {\displaystyle b\cdot h} und konstantem Elastizitätsmodul
{\displaystyle S'_{b}={\frac {E\cdot {h^{3}}}{12\cdot (1-\mu ^{2})}}.}

#### Biegesteifigkeit eben gekrümmter Bauteile
Die Biegesteifigkeit von Bauteilen mit zur Biegeebene symmetrischer Querschnittsfläche, und deren Längsachse in der Biegeebene im unverformten Zustand mit dem Radius {\displaystyle r} gekrümmt ist („gekrümmter Träger“), erfährt durch diese Krümmung eine Erhöhung. Es gilt:
{\displaystyle S_{b}=\int _{A}E\cdot z^{2}\cdot {\frac {r}{r+z}}\cdot \mathrm {d} A.}
Die versteifende Wirkung kann in Abhängigkeit von Krümmung und Querschnittsgeometrie bis zu 30 % betragen. Bei konstantem Elastizitätsmodul zeigt sie sich in der Beziehung:
{\displaystyle {I^{*}}_{y}=\int _{A}z^{2}\cdot {\frac {r}{r+z}}\cdot \mathrm {d} A=c_{I}\cdot I_{y}<I_{y}.}
Die Querschnittsgröße {\displaystyle {I^{*}}_{y}} kann für einfache geometrische Flächen berechnet werden.

### Torsionssteifigkeit

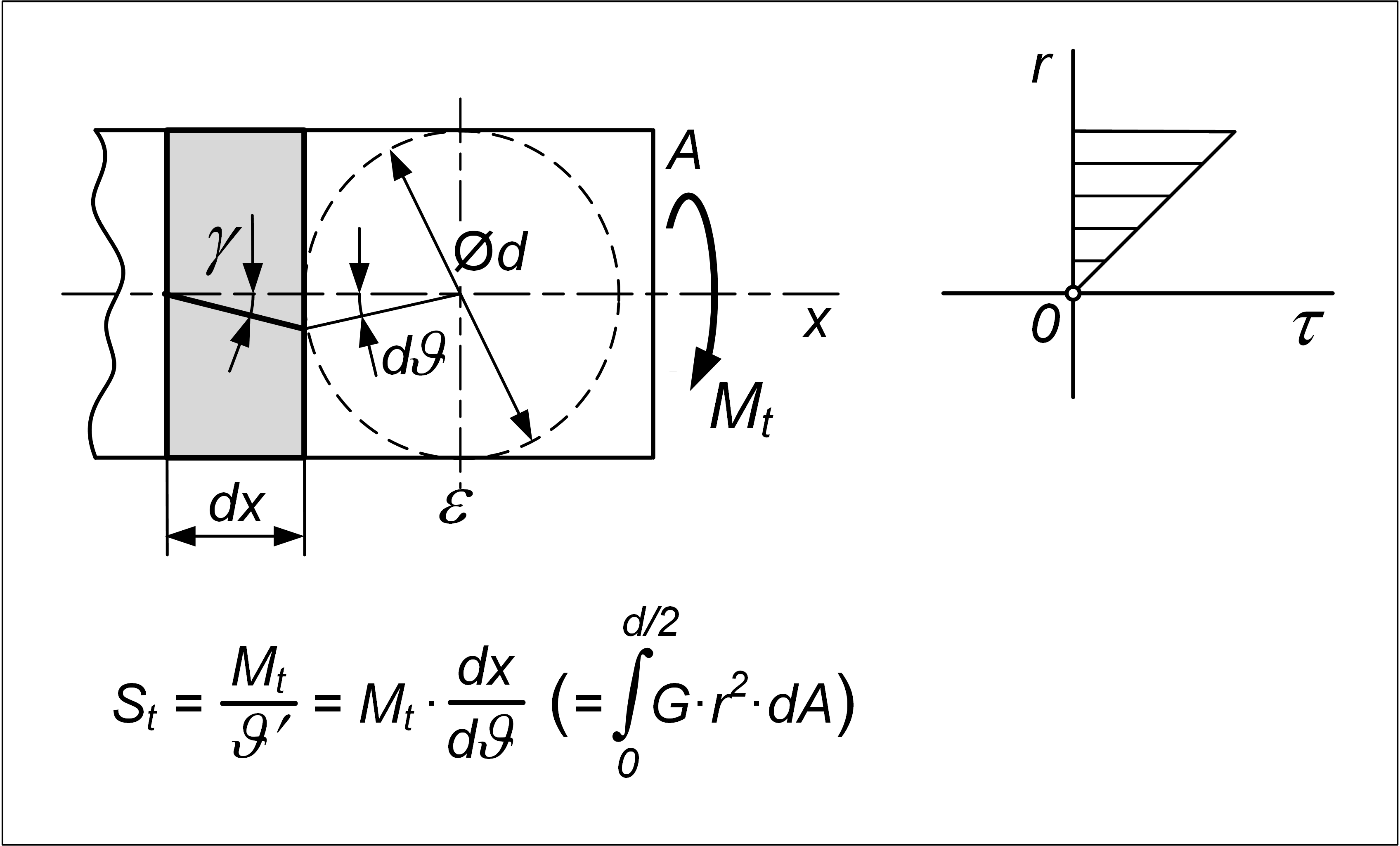
Torsionssteifigkeit

Die Torsionssteifigkeit, auch als Verdrehsteifigkeit bezeichnet, ist der Widerstand eines auf Torsion beanspruchten Bauteils im Querschnitt {\displaystyle A} gegen eine Verwindung um die Längsachse. Sie ist definiert als Verhältnis des beanspruchenden  Torsionsmoments zum von ihm hervorgerufenen  Verwindungswinkel {\displaystyle \vartheta } pro Längeneinheit:
{\displaystyle S_{t}={\frac {M_{t}}{\vartheta '}}=M_{t}\cdot {\frac {dx}{d\vartheta }}.}
Die Torsionssteifigkeit hat die Dimension Kraft mal Fläche und wird üblicherweise in {\displaystyle \mathrm {N\cdot mm^{2}} } oder {\displaystyle \mathrm {kN\cdot m^{2}} .} angegeben.

#### Allgemeine Querschnittsformen
Die Torsionssteifigkeit homogener Querschnitte beliebiger Geometrie ist bestimmt als Produkt aus dem Schubmodul {\displaystyle G=konst.} und dem Torsionsträgheitsmoment {\displaystyle I_{t}} des Querschnitts:
{\displaystyle S_{t}=G\cdot I_{t}.}
Das Torsionsträgheitsmoment nicht rotationssymmetrischer Querschnittsformen ist nicht elementar berechenbar. Bekannte Lösungen sind in einschlägigen technischen Handbüchern aufgelistet.
Die theoretische Beschreibung führt bei beliebig geformten Vollquerschnitten zu einer  Poissonschen Differentialgleichung, die auch andern physikalischen Problemstellungen zugrunde liegt. Daher ermöglichen die  Thomsonsche Strömungsanalogie oder die  Prandtlsche  Membrananalogie, auch Seifenhautgleichnis genannt, einen anschaulichen Zugang zum Torsionsproblem.
Die Torsionssteifigkeit geschlossener, dünnwandiger Hohlquerschnitte kann unter der Annahme, die Schubspannungen seien über die Wanddicke konstant, mit den  Bredtschen Formeln berechnet werden; für jene offener, dünnwandiger Querschnitte sind Näherungsformeln bekannt.
Wird die bei nicht rotationssymmetrischen Querschnitten auftretende  Querschnittsverwölbung behindert, z. B. durch Einspannung an den Enden, führt dies zu einer Erhöhung der Torsionssteifigkeit.

#### Rotationssymmetrische Querschnitte
Das Torsionsträgheitsmoment rotationssymmetrischer Querschnitte entspricht dem polaren Flächenträgheitsmoment {\displaystyle I_{p}} bezüglich der Torsionsachse. Je nach Verteilung der Werkstoffsteifigkeit über den Querschnitt gelten folgende Beziehungen:
- Homogene Querschnitte mit {\displaystyle G={\text{konst.}}}:

{\displaystyle S_{t}=G\cdot I_{p}.}
- Kontinuierliche Verteilung des rotationssymmetrisch ortsabhängigen Schubmoduls {\displaystyle G(r)} über die eben bleibende Querschnittsfläche {\displaystyle A}, mit {\displaystyle r}:

{\displaystyle S_{t}=\int _{A}G\cdot r^{2}\cdot \mathrm {d} A.}
- Diskrete Verteilung des Elastizitätsmoduls {\displaystyle G} über {\displaystyle n} rotationssymmetrische Schichten mit den je unterschiedlichen, aber konstanten Schubmoduln {\displaystyle G_{i}} und den polaren Teil-Flächenträgheitsmomenten {\displaystyle I_{p,i}} bezüglich der Torsionsachse, z. B. bei  Mehrschichtverbundrohren:

{\displaystyle S_{t}=\sum _{i=1}^{n}\ G_{i}\cdot I_{p,i}.}

## Bauteilsteifigkeit

### Allgemeines
Die Bauteilsteifigkeit ist ein wichtiges Kriterium bei der Auslegung von Konstruktionen, auch bei komplexen Strukturen wie z. B.  Fahrzeugchassis,  Flugzeugflügel usw., und insbesondere im Leichtbau und bei der beanspruchungsgerechten Gestaltung. Sie hängt von der Werkstoffsteifigkeit und der Bauteilgeometrie inkl. Art der Lagerung ab und ist definiert als Verhältnis zwischen der Belastung {\displaystyle F} des Bauteils und der zugehörigen Verformung {\displaystyle v}:
{\displaystyle c={\frac {F}{v}}.}
Die Bauteilsteifigkeit eines Stabes mit einem durchgehend gleichen Profil ergibt sich aus der Profilsteifigkeit und der Länge des Profils. Steifigkeiten komplexerer Formen lassen sich nur numerisch berechnen und hängen von den mindestens zwei Kraftangriffspunkten ab. Für jede Kombination von Kraftangriffspunkten kann pro Kraftangriffspunkt eine Steifigkeit in Form einer Federsteifigkeit berechnet werden.

### Federsteifigkeit

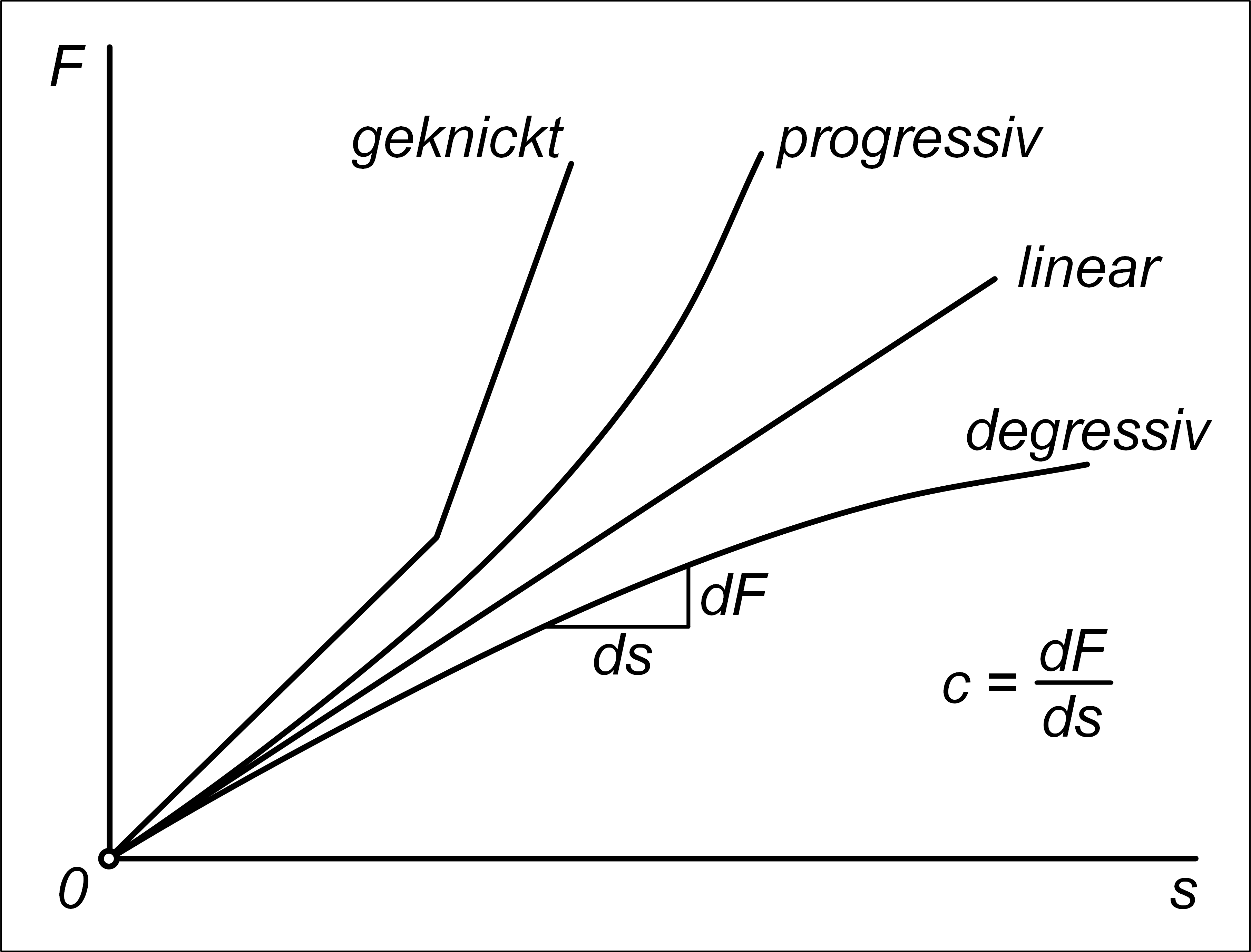
Federsteifigkeit: Federcharakteristiken

Federsteifigkeit bezeichnet die Bauteilsteifigkeit von Federn, d. h. von Bauelementen unterschiedlichster Geometrie, deren Funktion ein definiertes Steifigkeitsverhalten mit elastischem Rückstellungsvermögen verlangt. Diese Federcharakteristik, dargestellt durch die Federkennlinie im Last-Verformungs-Diagramm, kann je nach Art der Federn und eventueller Federkombinationen  linear, progressiv, degressiv oder geknickt sein.
Die positionsspezifische Federsteifigkeit wird beschrieben durch die  Federrate, d. h. die Steigung der Federkennlinie als Differentialquotient. Dieser hat bei  translatorisch wirkenden Federn mit der Kraft {\displaystyle F} und dem Weg {\displaystyle s} die Form
{\displaystyle c={\frac {\mathrm {d} F}{\mathrm {d} s}}}
in der üblichen Einheit N/mm. Bei linearer Federcharakteristik ist die Federrate konstant, sie wird zur  Federkonstanten
{\displaystyle c={\frac {F}{s}}.}
Bei  rotatorisch wirkenden Federn (Drehfedern) haben die Federrate bzw. die Federkonstante mit den entsprechenden Größen Drehmoment {\displaystyle M} und Verdrehwinkel {\displaystyle \phi } üblicherweise die Einheit N·mm/rad.

### Verwindungssteifigkeit

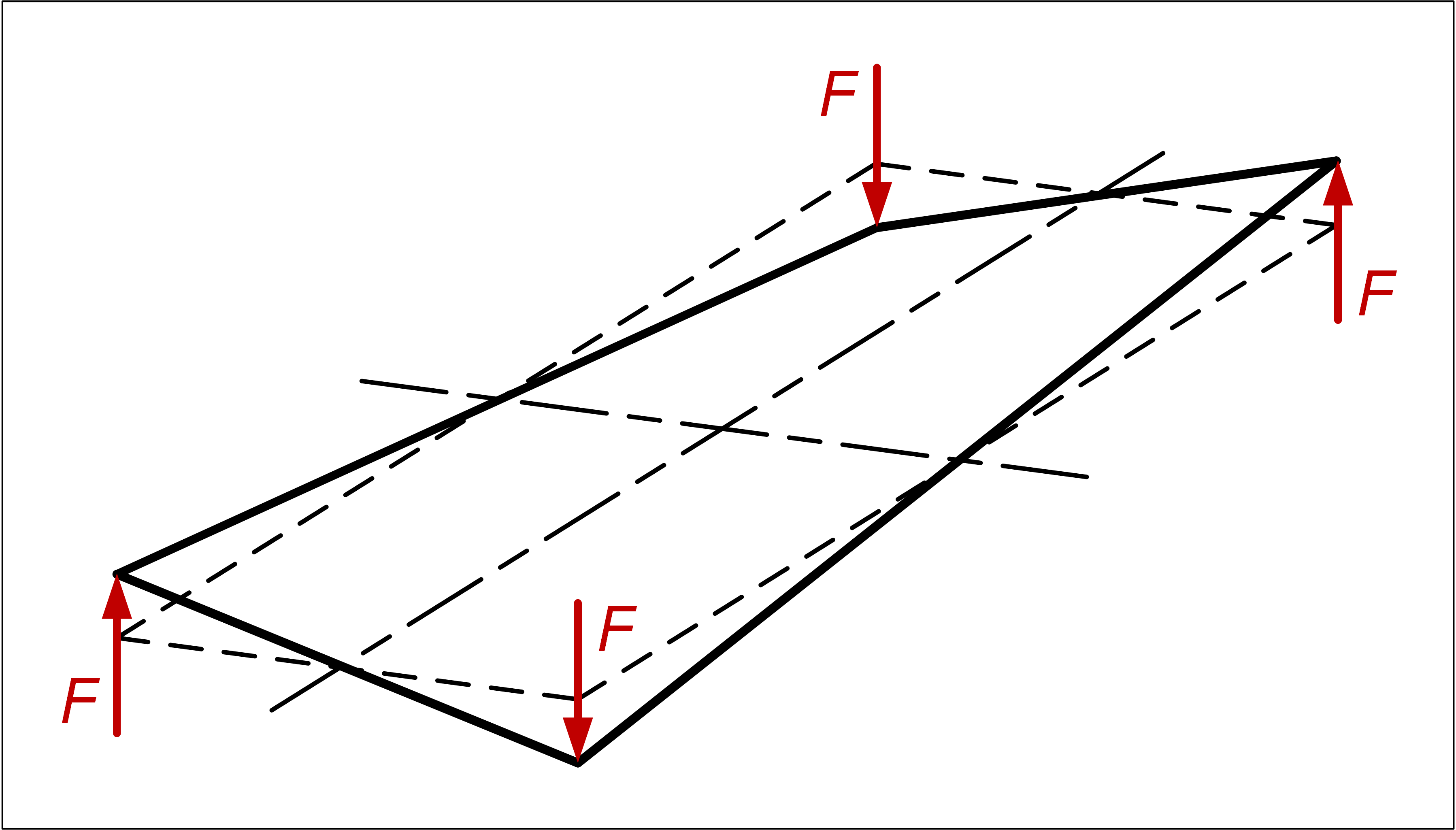
Verwindung eines Rechteckrahmens unter der Wirkung zweier Kräftepaare

Als Verwindungssteifigkeit wird der Widerstand bezeichnet, den ein Bauteil, z. B. Fahrgestellrahmen, Schiffsschale, Flugzeugrumpf u. dgl. oder Sportgeräte wie Skier, Surfbretter, Snowboards usw., einer Beanspruchung durch Torsions- und Biegemomente entgegensetzt.

### Bettungssteifigkeit
Bettungssteifigkeit ist der Widerstand einer elastisch nachgiebigen Unterlage gegenüber der Verformung unter Oberflächenbelastung durch einen aufliegenden Körper. Bei linear-elastischem Verhalten der Unterlage ist die lokale Einsenkung {\displaystyle w(x,y)} dem dort wirkenden Auflagedruck {\displaystyle p(x,y)} proportional, mit der Bettungszahl oder Bettungsziffer
{\displaystyle k={\frac {p(x,y)}{w(x,y)}}.}
als Proportionalitätsfaktor und Steifigkeitsmass der Unterlage. Dieser Ansatz findet z. B. bei der Auslegung von Fundamenten mit elastisch gebetteten Balken oder  Platten Anwendung.